# أندريه هولينز
أندريه هولينز (بالإنجليزية: Andre Hollins)‏ مواليد 11 ديسمبر 1992 في ممفيس، هو لاعب كرة سلة أمريكي. بدأ مسيرته الاحترافية في سنة 2015. يبلغ طوله 6 قدم 2 بوصة (1.9 م). اعتزل اللعب في 2015. لعب مع نادي لوفين براونشفايغ لكرة السلة في الدوري الألماني لكرة السلة.

## روابط خارجية
- أندريه هولينز على موقع كرة السلة الأوروبية.كوم (الإنجليزية)
- أندريه هولينز على موقع كلية كرة السلة في سبورتس رفرنس.كوم (الإنجليزية)
- أندريه هولينز على موقع ريلجم (الإنجليزية)
- أندريه هولينز على موقع بروبوليرز (الإنجليزية)